# Pandanus satabiei
Espèce
Pandanus satabiei K.L.Huynh est une espèce de plantes de la famille des Pandanaceae. Endémique du Cameroun, on la trouve notamment dans les mangroves du Rio del Rey.

## Étymologie
Son épithète spécifique satabiei rend hommage au botaniste Benoît Satabié (1942-2021).